# Euros cervina
Euros cervina är en fjärilsart som beskrevs av H. Edwards 1890. Euros cervina ingår i släktet Euros och familjen nattflyn. Inga underarter finns listade i Catalogue of Life.